# D.O.G: Fight For Your Life
D.O.G: Fight For Your Life ist ein Actionspiel des ehemaligen Bochumer Entwicklerstudios Greenwood Entertainment. Das Spiel wurde 1997 von Funsoft für DOS und Windows 95 veröffentlicht.

## Spielprinzip
In der Rahmenhandlung geht es in einem futuristischen Setting darum Spiel-Level in einer Spielhalle zu meistern, da man sonst Körperteile verliere. In verschiedenen Levels gilt es aus einer Third-Person-Perspektive alle Gegner mit Hilfe von Waffen, bewaffneten Fahrzeugen und Geschütztürmen zu eliminieren. In den Spielumgebungen verteilt liegen zudem Power-ups.
Das Spiel umfasst 49 Missionen, drei verschiedene Fahrzeuge und 15 verschiedene Waffen. Zu den Fahrzeugen gehören ein Buggy und ein Trike. Die 49 Missionen setzen sich aus zehn verschiedenen Geländeformen zusammen. Dazu zählen Gras, Schotter, Sand und Schnee. Die Gegner treten ebenfalls mit verschiedenen Vehikeln an, darunter auch Flugzeuge und Schnellboote.
D.O.G bietet drei Schwierigkeitsstufen mit den Bezeichnungen »hard«, »impossible« und »instant death«.

## Entwicklung und Technik
An der Entwicklung waren unter anderem die vier späteren Piranha-Bytes-Gründer und Entwickler von Gothic Mike Hoge, Alex Brüggemann, Stefan Nyul und Tom Putzki beteiligt. Das Entwicklerstudio Greenwood Entertainment, bei dem sie angestellt waren, entwickelte zuvor Wirtschaftssimulationen wie Der Planer oder Das Amt. Durch Investitionen der Funsoft Gruppe in Greenwood hatte man allerdings die finanziellen Mittel, grafisch aufwändigere Actionspiele zu entwickeln und so entstand neben D.O.G auch das an BattleTech angelehnte Science-Fiction-Spiel Metalizer.
Für die Umgebungen von D.O.G wird eine Heightmap in einem Raycasting-Verfahren dargestellt. Dieses Rendering-Verfahren ähnelt dem der Voxel-Space-Engine sowie des Spiels Outcast. Bei dieser Technik handelt es sich um eine Randerscheinung der damaligen Zeit, die statt eckiger Polygone eine vergleichsweise organische Umgebung ermöglicht, aber mit einem höheren Rechenaufwand für die CPU ohne Unterstützung durch den Grafikprozessor verbunden war. Man spricht auch von Voxeln, obwohl es sich bei den Karten um kein dreidimensionales Raster, sondern ein zweidimensionales Raster mit Höheninformationen handelt. Die NPCs, der Spieler und Objekte in der Umgebung, wie Bäume, Fässer und Reifenhaufen, werden in D.O.G als flache Objekte mit Sprites dargestellt.

## Rezeption
D.O.G: Fight For Your Life fand international kaum Beachtung und wurde von der deutschsprachigen Spielepresse eher negativ aufgenommen. PC Action kam zu dem Schluss, dass das Spiel zwar ambitioniert, aber ein „technischer Rohrkrepierer“ sei. Die Voxel-Engine präsentiere sich ruckelig und die Steuerung sei daraus resultierend „indiskutabel“. Lediglich der Rocksoundtrack wurde positiv angeführt. Zu einem ähnlichen Schluss kommt Florian Stangl von der PC Games. Das Spiel sei zu unübersichtlich, zu schlecht zu steuern und auf Dauer eintönig. Beim Sound könne nur die Musik punkten. Dass das Spiel unter Windows deutlich langsamer, als unter DOS laufe, erschwere das Spielen nochmal zusätzlich.

„Technisches Mittelmaß und spielerische Tristesse verleiden dem Spieler schnell die an sich unterhaltsame Ballerei.“

PC Joker kritisiert ebenfalls Unübersichtlichkeit und eine hakelige Steuerung. Grafik und Sound seien in Ordnung. Auf die Spitze getrieben wäre eine Indizierung des brutalen Spiels durch die BPjS „kein allzu großer Verlust“. Etwas positiver wertete PC Player. Zwar werden ähnliche Kritikpunkte wie bei den anderen Magazinen genannt, doch sei D.O.G gar nicht so schlecht und für Action-Fans einen Blick wert.

„Trotz des hohen Schwierigkeitsgrades macht das Spiel Spaß. Mal hektische Schußwechsel, mal vorsichtiges Heranschleichen: Abwechslung ist garantiert.“